# Anthyme-Denis Cohon
Anthyme-Denis Cohon, né le 4 septembre 1595 à Craon et mort le 7 novembre 1670, est un ecclésiastique français, évêque de Nîmes et de Dol. Il se fit un nom par son talent pour la chaire. Il a prononcé l'éloge funèbre de Louis XIII et de la reine d'Espagne et le discours du sacre de Louis XIV.

## Biographie

### Origine
D’une famille de la noblesse bretonne établie au XVIe siècle en Anjou, où elle dérogea pour le négoce, plusieurs Cohon devenant marchands cergiers dans la ville de Craon[réf. nécessaire],, Anthyme Cohon naît lorsque cette ville était encore au pouvoir des Ligueurs. Son parrain est le gouverneur Pierre Le Cornu.

### Éducation
Cohon fut envoyé au Mans pour faire ses premières études et vint les continuer à Angers (au droit civil). Son oncle pensait le faire devenir avocat. Il alla au Parlement et suivit le barreau pendant quelque temps. Ces projets ne sont pas inconciliables avec la vocation ecclésiastique, et l'obtention dès l'âge de 15 ans de ses premiers bénéfices, car il n'était alors que simple tonsuré. Il étudie à la Sorbonne au moyen d'une bourse qu'il avait obtenue.
Son choix définitif serait dû aux conseils de l'abbé Lemarchand, plus tard curé de Précigné. Docteur en droit et chanoine du Mans à 23 ans, ordonné en 1619 et déjà pourvu de nombreux bénéfices.

### Nîmes
Dès l'âge de vingt-cinq ans, il jouissait dans tout le royaume de la réputation d'un grand prédicateur. Le cardinal de Richelieu le fit nommer prédicateur du roi. Ce ministère, qu'il remplit à la satisfaction de Louis XIII, lui valut l'estime de ce monarque et l'évêché de Nîmes, auquel ce prince le nomma en 1633. Il assista aux assemblées du clergé de 1636 et 1641, comme député de la province de Narbonne. Les nouvelles opinions religieuses avaient fait de grands progrès en Languedoc et le parti protestant dominait à Nîmes. Cohon défend la religion catholique. Il obtint, dès 1656, un arrêt qui obligeait les protestants à contribuer comme les catholiques aux frais de la reconstruction de la cathédrale et d'un palais épiscopal.

### Oraison funèbre
Il introduisit les Jésuites à Nîmes et les dota. Il signala particulièrement sa charité dans la contagion qui s'était manifestée dans cette ville en 1640. Louis XIII étant mort le 14 mai 1643, Cohon, qui, sur des plaintes portées par les protestants, avait été mandé à Paris, y prononça, au mois d'août suivant, dans l'église de Saint-Germain-l'Auxerrois, l'oraison funèbre du monarque, son premier bienfaiteur.

### Bretagne
Conseillé de se démettre de son évêché, à cause des difficultés qui s'étaient élevées entre les protestants et lui, il le permuta contre celui de Dol en Bretagne avec Hector d'Ouvrier le 19 février 1644. Mazarin le désirait à Paris. Le moyen d'abandonner Dol pour Paris se présenta par Robert Cupif, le doyen du Folgoët, également évêque de Léon depuis 1637 : Robert Cupif qui occupait le doyenné depuis 1629. le 24 novembre 1648 Cohon échange son évêché de Dol à ce dernier et devient doyen de Folgoët à sa place, mais n'obtient pas les bulles pour l'évêché de Léon, car les hasards de la politique ayant contraint Robert Cupif à restituer ce siège épiscopal qu'il avait obtenu par la disgrâce de René de Rieux.
Il conserva néanmoins son titre d'évêque de Dol jusqu'en 1655, le pape n'ayant pas encore approuvé l'échange.
Il aurait évangélisé dans quelques îles (Sein, Ouessant, Batz) et quelques villes (Quimper, Landerneau, Le Faou, …) dans le deuxième quart du XVIIe siècle, inventant cantiques nouveaux et peintures symboliques (taolennou) pour toucher le cœur des fidèles.
C'est sous ce titre d'évêque de Dol, assisté des évêques de Saint-Malo: Ferdinand de Neufville de Villeroy et de Vannes:Charles de Rosmadec, qu'il donna dans l'église Notre-Dame-de-l'Assomption de Paris la consécration épiscopale à François de Visdelou, nommé coadjuteur de Quimper, avec le titre d'évêque in partibus de Madaure, le 7 mai 1651.

### Mazarin
Après la mort de Richelieu, Cohon s'attacha au cardinal Mazarin, qui l'employa dans des affaires importantes. En butte aux ennemis de ce ministre, lorsqu'il fut obligé de quitter Paris, Cohon, enveloppé dans sa disgrâce, fut mis en prison.

### La Fronde
Pendant la Fronde, s'emprisonnant à Paris pour correspondre de là avec Mazarin et la Cour, il est obligé de changer chaque jour de retraite pour échapper aux complot des ennemis qui en voulaient à sa vie. Les pamphlets des Frondeurs l'abîmaient chaque jour. Il eut même l'honneur d'être mis en image ou en caricature. Il avait alors un aumônier, Jean Barbance du diocèse de Rodez et qui logeait à Paris avec l'évêque, derrière le Palais-Royal.

### Louis XIV
Le cardinal ayant recouvré son crédit Cohon revint à la cour. Il suivit Louis XIV dans son voyage de Bordeaux et le harangua à son entrée dans cette ville. Le roi le nomma à l'abbaye de Flaran. À son retour à Paris, le cardinal Mazarin confia à Cohon l'éducation de ses neveux et le chargea du rapport des placets et mémoires qu'on lui présentait.

### Mésaventures
Comme il avait aussi osé, sur l'avis conforme de docteurs, conférer les ordres dans le diocèse de Paris, le coadjuteur étant absent, celui-ci riposta à cet acte de juridiction sur ses ouailles par une sentence d'excommunication contre Cohon. 
Il lui arriva une autre mésaventure à laquelle il dut être sensible. Il avait tendance, en bon parent, à avantager sa famille. S'il prit à peine terre dans son diocèse de Dol, il avait eu soin quand même d'y établir deux de ses neveux de Craon, Marin et François Chéreau, l'un comme gouverneur de la ville, l'autre comme chanoine de la cathédrale. Il fit une autre démarche pour son jeune frère en le mariant avec une demoiselle Lebreton, de riche et bonne famille, à laquelle il avait promis en son frère un excellent époux.

### Retour à Nîmes
En 1654, Cohon intervint dans une querelle que les réguliers du diocèse d'Angers faisaient à leur évêque Henri Arnauld au sujet des règlements qu'il leur avait été imposé. Louis XIV faisant en 1654 le voyage de Reims pour y être sacré, Cohon le suivit encore et prononça le discours d'usage dans cette cérémonie. Ce fut pour lui l'occasion d'une nouvelle grâce, le roi l'ayant nommé à l'abbaye Notre-Dame du Tronchet. Hector d'Ouvrier, qui lui avait succédé dans l'évêché de Nîmes en 1644, étant mort l'année suivante, Cohon souhaita de retourner à son premier siège et le roi le lui permit ce qu'il fit en 1655 mais de nouvelles peines y attendaient cet évêque : il fut le témoin d'une émeute qui eut des suites fâcheuses.
Une amnistie accordée aux habitants y ramena le calme. Cohon n'omit rien pour le maintenir et y parvint pour les ministres protestants, sans toutefois s'écarter de ce que lui prescrivaient ses devoirs.
Plusieurs descendants de sa nièce, Elisabeth sont restés dans le Maine dans une situation très pauvre. (Abbés de Beaulieu). D'autres ont vécu dans la plus grande opulence et possédaient au XVIIIe siècle des premières charges de l'état.
Il restait toujours doyen de Folgoët et il eut quelques difficultés avec les chanoines de la collégiale ce qui ressort des lettres à son neveu qui portait le même prénom que lui et était son filleul, à qui il souhaitait transmettre ce doyenné. Malgré ses recommandations et ses admonestations, le neveu peu sérieux d'un caractère léger, paresseux. L'évêque fera transmettre le doyenné au frère puîné de son filleul: Jules-Paul Cohon où il séjournera de 1669 à 1675

## Publications
1. Lettre de monsieur Cohon, evesque de Nismes : escrite le 21 janvier 1634, a monseigneur le Cardinal de Lyon, sur le sujet de la harangue de Monseigneur le Cardinal Duc. Paris : Bureau d'Adresse, rue de la Calandre, au grand cocq, 18 janvier 1634, in-4 ̊.
2. Les véritables harangues faites au roi, à la reine et à Son Éminence, en la députation des états de la province de Languedoc, en l'année 1638 Paris : S. Cramoisy, 1639, in-−4°.
3. Harangues faites à Leurs Majestés en la ville de Lyon, au nom des états de la province de Languedoc assemblés à Narbonne, par messire Antime-Denis Cohon, évêque de Nismes, assisté de M. le marquis de Castries,... de MM. de Murles,... de Rochepierre,... et de Montbel,... députés desdits états vers Leursdites Majestés, le 28 novembre 1658 Narbonne : par J. Boude et D. Pech, (s. d.,), in-−4°
4. Lettres intimes de Monseigneurs Cohon évêque de Nîmes à son neveu et filleul entre 1658 et 1669, publiées par Prosper Falgairolle, Nîmes 1891

## Mazarinades
1. Lettre interceptée du sieur Cohon, ci-devant évêque de Dol, contenant son intelligence et cabale secrète avec Mazarin Paris, 1649, in-−4°.
2. À qui aime la vérité (Saint-Germain-en-Laye, 1649) 4 p. ; in-4°[Note 10].
3. Evenemens infaillibles, touchant lauthorité du Roy envers ses subjects (Paris? 1649), 8 p. ; in-4°[Note 11].
4. Lis & fais (Saint-Germain-en Laye, 1649) 4 p. ; in-4°[Note 12].
5. Copie du 2e billet imprimé à Saint-Germain en Laye, qui a été semé dans Paris par le chevalier de La Valette, tendant à faire soulever les Parisiens contre le Parlement (S. l.,), 1649, 8 p. ;  in-4°[Note 13].
6. Le Parlement veut despoüiller le Roy de son authorité pour s'en revestir... (Saint-Germain-en Laye, 1649)[Note 14]
7. Pauvre peuple de Paris que je plains ta simplicité & ton aveuglement... (S.l., 1649), 4 p. ; in-4[Note 15]
8. Les Sentimens d'un fidelle sujet du Roy, contre l'arrest du Parlement du vingt-neufiesme décembre 1651, S.l., 1652, 48 p. ;  in-4°[Note 16].

## Armoiries, devise
| Blason | Nom de la famille et blasonnement | Devise                                                  |
| ------ | --- | ------------------------------------------------------- |
|        | Blason d'Anthyme-Denis Cohon, d'azur à une fasse d'or accompagnée en chef d'un soleil et en pointe de trois étoiles, posées 2 et 1, le tout de même.                     | Ignorant Sidera Lapsvm / Les astres ne sauraient choir. |
|        | Famille Cohon, D'or à deux serpents entrelacés et adossés de sable, au chef de même chargé d'une étoile à six rais d'argent (Nobiliaire de Bretagne – Gallia christiana) |                                                         |